# 共产主义青年联盟 (捷克)
共产主义青年联盟（捷克語：Komunistický svaz mládeže，缩写为KSM）是捷克的一个共产主义青年组织，与捷克和摩拉维亚共产党保持非正式的合作关系。1990年，该组织成立。2006年，由于该组织的激进立场，捷克内政部解散该组织。2010年，该组织重建。该组织以共产主义、马克思列宁主义为指导思想。该组织的总部位于布拉格1区。该组织是世界民主青年联盟的成员。该组织曾派代表参加欧洲共产主义青年组织会议。